# رابرت ایست
رابرت ایست (انگلیسی: Robert East؛ زادهٔ ۷ ژوئیهٔ ۱۹۴۳) بازیگر اهل بریتانیا است.
از فیلم‌ها یا مجموعه‌های تلویزیونی که وی در آن‌ها نقش داشته‌است می‌توان به ناپلئون و عشق، بله آقای وزیر، چهره‌هایی در یک چشم‌انداز و بلک ادر اشاره نمود.